# King's Chapel Burying Ground
Il King's Chapel Burying Ground è un storico cimitero situato su Tremont Street, vicino all'incrocio con School Street, a Boston, nel Massachusetts. Fondato nel 1630, è il cimitero più antico della città ed è una tappa del Freedom Trail. Nonostante il nome, il cimitero è precedente all'adiacente King's Chapel (la cui prima struttura fu costruita nel 1688) e non è affiliato a questa o ad alcuna altra chiesa.

## Storia
Il King's Chapel Burying Ground fu fondato nel 1630 come primo cimitero della città di Boston. Secondo la consuetudine, il primo seppellito fu il proprietario originale del terreno, Isaac Johnson. Per 30 anni (1630-1660) fu l'unico sito di sepoltura di Boston. Nel 1686, non riuscendo a trovare un terreno altrove, alla nuova congregazione anglicana locale fu assegnato un lotto nel cimitero per costruire la King's Chapel.
Oggi rimangono 505 lapidi e 59 pietre tombali delle oltre mille persone sepolte in questo piccolo spazio sin dalla sua istituzione. Ci sono anche 78 tombe, di cui 36 hanno dei segnacoli. Questo include il grande loculo, costruito come ossario, che nel 1833 fu convertito in tomba per i resti dei bambini. Le tombe più antiche sono sparse tra i segnacoli delle altre sepolture. La maggior parte sono a forma di tavolino.

## Sepolture
Persone degne di nota sepolte nel cimitero:
- Charles Apthorp, mercante e trafficante di schiavi[1].
- Francis Brinley, proprietario terriero americano, funzionario governativo, filantropo e ufficiale militare.
- Mary Chilton, pellegrina di Plymouth, prima donna europea a sbarcare in Nuova Inghilterra.
- Capitano Roger Clapp, membro dell'Ancient and Honorable Artillery Company del Massachusetts, morì il 2 febbraio 1691, precedentemente residente a Dorchester[2] (Anche il figlio del Capitano Clapp, Desire, è sepolto nelle vicinanze).
- John Cotton, teologo puritano.
- John Davenport, teologo puritano.
- William Dawes (controverso)[3], eroe della Rivoluzione Americana.
- William Emerson (padre di Ralph Waldo Emerson).
- Robert Keayne, primo capitano dell'Ancient and Honorable Artillery Company del Massachusetts.
- John Leverett, governatore coloniale del Massachusetts.
- John Oxenbridge, teologo puritano.
- Elizabeth Pain, la cui lapide, secondo una leggenda infondata, ispirò quella di Hester Prynne in "Lettera Scarlatta".
- Maggiore Thomas Savage, illustre colono e soldato, genero di Anne Hutchinson.
- Frederic Tudor, il "Re del Ghiaccio" di Boston.
- Hezekiah Usher, primo libraio ed editore di libri nelle colonie britanniche.
- John Wilson, teologo puritano.
- John Winthrop, primo governatore puritano del Massachusetts.